# جيمي فلاينت
جيمي فلاينت (بالإنجليزية: Jimmy Flynt)‏ هو شخصية أعمال وصحفي أمريكي، ولد في 20 يونيو 1948 في ساليرسفيل في الولايات المتحدة.